# Panaeolus atrobalteatus
Panaeolus atrobalteatus är en svampart som beskrevs av Pegler & A. Henrici 1998. Panaeolus atrobalteatus ingår i släktet Panaeolus, ordningen Agaricales, klassen Agaricomycetes, divisionen basidiesvampar och riket svampar.   Inga underarter finns listade i Catalogue of Life.